# Dagar i Burma

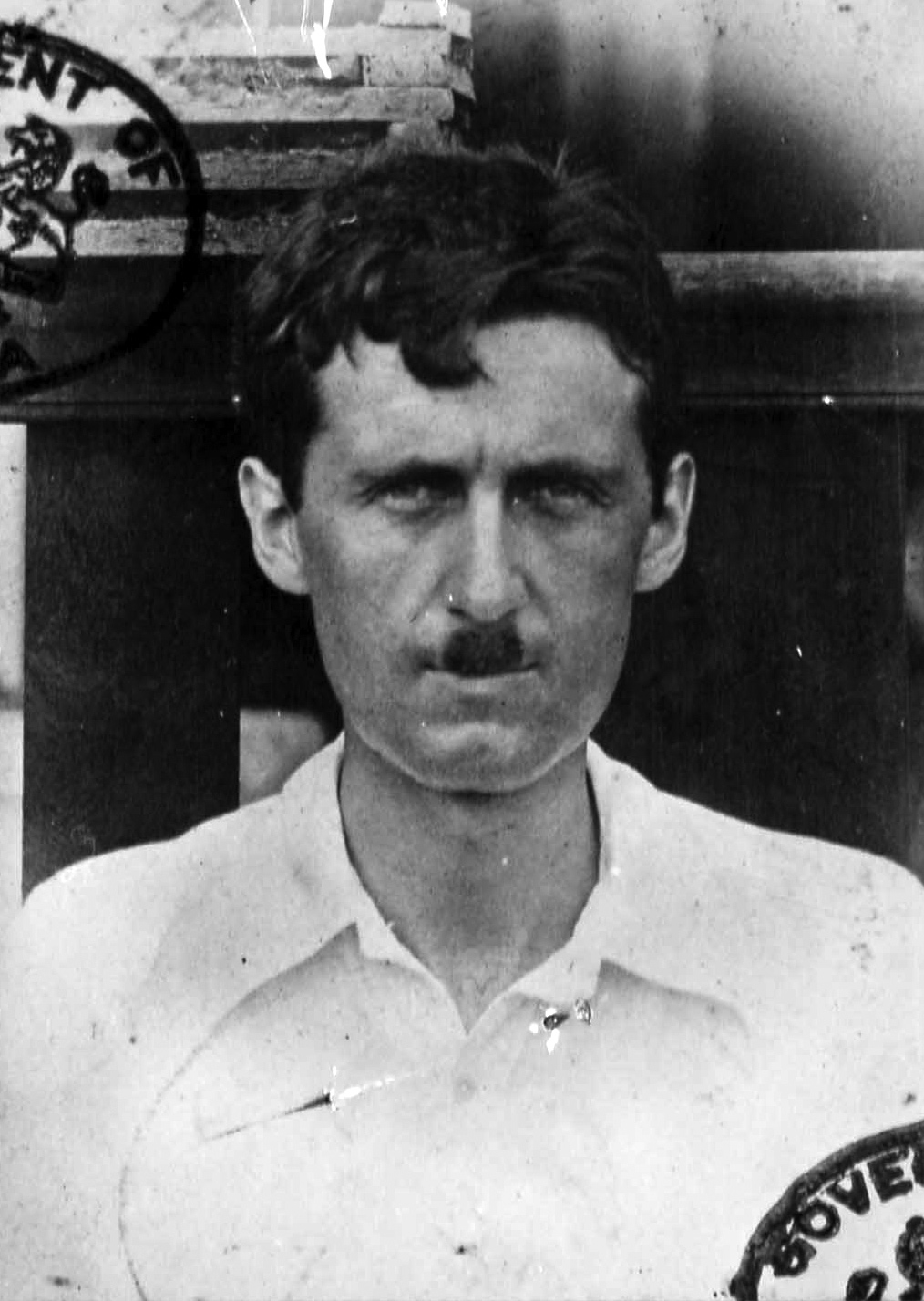
Författarens passfoto från hans tid som polisofficer i Brittiska Burma, 1922–1927.

Dagar i Burma (originaltitel: Burmese Days) är en roman från 1934 skriven av George Orwell (Eric Blair), hans debutroman. Den utspelar sig efter första världskriget i Brittiska Burma, där författaren tjänstgjorde mellan 1922 och 1927 som polisofficer. Hans erfarenheter under denna tid och hans negativa inställning till det brittiska kolonialsystemet återspeglas i boken. Boken publicerades första gången 1934 i USA.

## Handling
Huvudpersonen är engelsmannen John Flory som under en längre tid har vistats i den fiktiva staden Kyauktada i Burma. Han delar inte sina landsmäns nedlåtande syn på burmeser och är god vän med den indiska läkaren Veraswami. Den hänsynslöse burmesen U Po Kyin försöker smutskasta Veraswami. Som hans vän blir även Flory indragen i intrigen. Samtidigt dyker den unga Elizabeth upp som Flory förälskar sig i.